# Сустала
Су́стала (латыш. Sustala), также Пу́стеле (латыш. Pustele, Pūstele) — река, протекающая по территории Инешской волости Вецпиебалгского края в Латвии. Правый приток реки Огре. Длина реки — 7 км (по другим данным — 16 км).
Вытекает из озера Бриньгю, лежащего на высоте 186,9 метра над уровне моря. Течёт в северо-западном направлении, вблизи южной окраины села Инеши круто поворачивает на юг. Впадает в Огре ниже впадения протока из озера Павите. Крупнейшие притоки — Дзирнавупите, Орисаре (вытекающая из Инесиса) и Недзите (из Недзиса).
Пересекает государственную автодорогу V846 (Вестиена—Веява—Инеши). Недалеко от реки располагается озеро Инесис.